# Кургулина, Гульбахрам Ауесхановна
Гульбахра́м Ауесха́новна Кургу́лина — казахстанская писательница.

## Биография и творчество
Гульбахрам Кургулина родилась 21 марта 1961 года в Казахской ССР в Актюбинске (ныне — Актобе). Писать начала с 9 лет, по ее словам, любовь к книгам привил её отец, у которого была хорошая библиотека. По образованию — юрист.
Первую свою книгу Гульбахрам Ауесхановна опубликовала в 2012 году под названием «Байбише. Старшая жена», а через год — ещё одну — «Токал. Младшая жена». Оба романа затрагивают тему двоежёнства. «Старшая жена» повествует о трудных взаимоотношениях между родными и близкими людьми, где страдают все, особенно дети. Второе произведение писательницы описывает нелёгкие судьбы главных героев Жанибека, его матери Жамал апай и их сына и внука Касыма. Сама Кургулина говорит, что общий смысл её книг заключается в том, «чтобы токал не зарилась на добро и счастье, положение и по определению более высокий статус байбише и была бы богобоязненной женщиной… чтобы все мы оставались людьми в этой жизни, боялись Страшного Суда».
Филолог Дина Сабирова отмечает, что «писательница с удовольствие выбирает и нанизывает детали, она и видит, и замечает, и слышит, и обоняет реальность», а само произведение «позволяет понять, чем руководствуются и чем вообще держатся женщины, которые мирятся с положением байбише».
Дилогия попала в ТОП 13 самых популярных казахстанских книг в 2013 году. А «Токал» стала одной из самых продаваемых книг казахстанских авторов в 2014 году.
После этого писательница опубликовала ещё три книги: «Бессовестные снохи», «И свекровь бывает золотой» и «Как стать суперснохой и золотой свекровью». Эти романы также повествуют о женской судьбе, о том, какой должна быть женщина, о её социальных ролях в обществе и семье.